# Bienvenu Okiemy
Bienvenu Okiemy, né le 14 juillet 1972 à Brazzaville, est un universitaire, avocat et homme politique congolais. 
Il fut ministre de la Communication et des relations avec le Parlement (2009-2015), porte-parole du gouvernement (2012-2015) ainsi que ministre de la Culture et des Arts (2015-2016).

## Biographie
Bienvenu Okiemy étudie à l'université de Reims et y obtient une maîtrise de droit (1995), un DEA (1996) ainsi qu'un doctorat en droit public (1999) après avoir rédigée une thèse intitulée « La reformulation de l'architecture organique du système commercial multilatéral : l'accord instituant l'Organisation mondiale du commerce (O.M.C) ». Il obtient ensuite le titre de maître de conférences délivré par le Conseil national des universités (CNU) et enseigne à la Faculté de droit et de sciences politiques de l'Université de Reims, faculté dont il devient vice-doyen. Il obtient plus tard une habilitation à diriger des recherches (HDR). 
À partir de 1999, il devient consultant pour les radios RFI et Africa no 1, puis il enseigne à l'Institut de l’économie et des finances d’Afrique centrale à Libreville (Gabon) à partir de 2004. En 2007, il devient membre du directoire de la revue Géopolitique africaine.
Bienvenu Okiemy produit de nombreuses publications ayant pour thèmes le droit international, la démocratie et la mondialisation. Il est également avocat au barreau de Paris, travaillant pour le compte du cabinet Fénéon Delabrière.
Le 15 septembre 2009, il est nommé par Denis Sassou-Nguesso ministre de la Communication et des relations avec le Parlement, poste auquel s'ajoute le 25 septembre 2012 la fonction de porte-parole du gouvernement. Il devient ensuite ministre de la Culture et des Arts du 10 août 2015 au 12 mai 2016, date où il est remplacé par Léonidas Mottom.
Il est marié et père de trois enfants.

## Publications
Ouvrages
- De la novation politique en République du Congo  (préf. Aimé Emmanuel Yoka), Paris, L'Harmattan, 2016, 101 p. (ISBN 978-2-343-08471-8)
- Discours sur l'accomplissement du vœu de la nation  (préf. Renaud Dutreil), Paris, L'Harmattan, 2016, 358 p. (ISBN 978-2-343-08472-5)

Articles
- « Nouveau partenariat Nord-Sud pour la lutte contre la pauvreté », Géopolitique africaine, nos 7-8,‎ 2002, p. 37-48
- « L'accord de Linas-Marcoussis : la France de retour », Revue juridique et politique des États francophones, vol. 57, no 4,‎ 2003, p. 473-490
- « Une nouvelle marge de manœuvre », Géopolitique africaine, no 11,‎ 2003, p. 33-40
- « Le parcours judiciaire de M. Hissène Habré devant les juridictions sénégalaises », Revue juridique et politique des États francophones, vol. 60, no 3,‎ 2006, p. 362-390
- « Quel accès aux médicaments anti-SIDA pour les pays en développement ? », Géopolitique africaine, no 32,‎ 2008, p. 231-252
- « Les sommets des chefs d'État pour la conservation de la forêt d'Afrique centrale », Géopolitique africaine, no 29,‎ 2008, p. 235-246